# Stichopogon ocrealis
Stichopogon ocrealis là một loài ruồi trong họ Asilidae. Stichopogon ocrealis được Rondani miêu tả năm 1863. Loài này phân bố ở vùng Tân nhiệt đới.